# Vitorlázás az 1920. évi nyári olimpiai játékokon
Az 1920. évi nyári olimpiai játékokon a vitorlázásban tizennégy számot bonyolítottak le, valamennyi nyílt volt, nők is részt vehettek bennük.

## Éremtáblázat
(A rendező ország csapata eltérő háttérszínnel, az egyes számoszlopok legmagasabb értéke, vagy értékei vastagítással kiemelve.)
| Az 1920. évi nyári olimpiai játékok éremtáblázata vitorlázásban | Az 1920. évi nyári olimpiai játékok éremtáblázata vitorlázásban | Az 1920. évi nyári olimpiai játékok éremtáblázata vitorlázásban | Az 1920. évi nyári olimpiai játékok éremtáblázata vitorlázásban | Az 1920. évi nyári olimpiai játékok éremtáblázata vitorlázásban | Olimpia  |
| --------------------------------------------------------------- | --------------------------------------------------------------- | --------------------------------------------------------------- | --------------------------------------------------------------- | --------------------------------------------------------------- | -------- |
|                                                                 | Ország                                                          | Arany                                                           | Ezüst                                                           | Bronz                                                           | Összesen |
| 1.                                                              | Norvégia (NOR)                                                  | 7                                                               | 3                                                               | 1                                                               | 11       |
| 2.                                                              | Hollandia (NED)                                                 | 2                                                               | 1                                                               | 0                                                               | 3        |
| 2.                                                              | Svédország (SWE)                                                | 2                                                               | 1                                                               | 0                                                               | 3        |
| 4.                                                              | Nagy-Britannia (GBR)                                            | 2                                                               | 0                                                               | 0                                                               | 2        |
| 5.                                                              | Belgium (BEL)                                                   | 1                                                               | 1                                                               | 1                                                               | 3        |
|                                                                 |                                                                 |                                                                 |                                                                 |                                                                 |          |
| 6.                                                              | Franciaország (FRA)                                             | 0                                                               | 1                                                               | 0                                                               | 1        |
|                                                                 |                                                                 |                                                                 |                                                                 |                                                                 |          |
| Összesen                                                        | Összesen                                                        | 14                                                              | 7                                                               | 2                                                               | 23       |

## Érmesek
| Az 1920. évi nyári olimpiai játékok érmesei vitorlázásban | |                                                                                               | |
| Versenyszám                                               | Arany | Ezüst                                                                                         | Bronz |
| 6 méter                                                   | Norvégia (NOR) · Andreas Brecke · Paal Kaasen · Ingolf Rod | Belgium (BEL) · Leon Huybrechts · John Klotz · Charles Van Den Bussche                        | Nem adták ki                                                                                                 |
| 6 méter (Új típus)                                        | Belgium (BEL) · Frederic-Albert Bruynseels · Emile Cornellie · Florimond Cornellie                                                                            | Norvégia (NOR) · Leif Erichsen · Annan Knudsen · Einar Torgersen                              | Norvégia (NOR) · Henrik Agersborg · Einar Bernsten · Trygve Pedersen                                         |
| 6.5 méter (Új típus)                                      | Hollandia (NED) · Bernard Carp · Johan Carp · Petrus Wernink                                                                                                  | Franciaország (FRA) · Robert Monier · Felix Picon · Albert Weil                               | Nem adták ki                                                                                                 |
| 7 méter                                                   | Nagy-Britannia (GBR) · Robert Coleman · W.J. Maddison · Cyril Wright · Dorothy Wright                                                                         | Norvégia (NOR) · Sten Abel · Christian Dick · Johann Faye · Niels Nielsen                     | Nem adták ki                                                                                                 |
| 8 méter                                                   | Norvégia (NOR) · Thorleiv Christoffersen · Magnus Konow · Reidar Marthiniussen · Ragnar Vik                                                                   | Norvégia (NOR) · Jens Salvesen, Fin Schiander · Lauritz Schmidt · Nils Thomas · Ralph Tschudi | Belgium (BEL) · Willy De L'arbre · Albert Grisar · Georges Hellebuyck · Leopold Standaert · Henri Weewauters |
| 8 méter (Új típus)                                        | Norvégia (NOR) · Thorleif Holbye · Alf Bruun Jacobsen · Kristoffer Olsen · August Ringvold Sr. · Tell Wagle                                                   | Nem adták ki                                                                                  | Nem adták ki                                                                                                 |
| 10 méter                                                  | Norvégia (NOR) · Erik Herseth · Sigurd Holter · Gunnar Jamvold · Petter Jamvold · Claus Juell · Ingar Nielsen · Ole Sorensen                                  | Nem adták ki                                                                                  | Nem adták ki                                                                                                 |
| 10 méter (Új típus)                                       | Norvégia (NOR) · Charles Archer Arentz · Otto Gabriel Grubbe Falkenberg · Robert Giertsen · Willy Gilbert · Halfdan Schjott · Trygve Schjott · Arne Sejersted | Nem adták ki                                                                                  | Nem adták ki                                                                                                 |
| 12 lábas yolle                                            | Hollandia (NED) · Franciscus Hin · Johannes Hin | Hollandia (NED) · Petrus Beukers · Arnoud Van Der Biesen                                      | Nem adták ki                                                                                                 |
| 12 méter                                                  | Norvégia (NOR) · Arthur Allers · Martin Borthen · Johan Friele · Kaspar Hassel · Erik Orvig · Olav Orvig · Thor Orvig · Christen Wiese · Egill Reimers        | Nem adták ki                                                                                  | Nem adták ki                                                                                                 |
| 12 méter (Új típus)                                       | Norvégia (NOR) · Halvor Birkeland · Rasmus Birkeland · Lauritz Christiansen · Halvor Mogster · Hans Næss · Henrik Ostervold · Jan Ostervold                   | Nem adták ki                                                                                  | Nem adták ki                                                                                                 |
| 18 lábas yolle                                            | Nagy-Britannia (GBR) · Francis Augustus Richards · Thomas Hedberg                                                                                             | Nem adták ki                                                                                  | Nem adták ki                                                                                                 |
| 30 méter                                                  | Svédország (SWE) · Gosta Bengtsson · Axel Calvert · Gosta Lundqvist · Rolf Steffenburg                                                                        | Nem adták ki                                                                                  | Nem adták ki                                                                                                 |
| 40 méter                                                  | Svédország (SWE) · Tore Holm · Yngve Holm · Axel Rydin · Georg Tengwall                                                                                       | Svédország (SWE) · Percy Almstedt · Erik Mellbin · Gustaf Svensson · Ragnar Svensson          | Nem adták ki                                                                                                 |